# Stansted 15
Els Stansted 15 són un grup d'activistes no violents pels drets humans que van actuar per aturar un vol de deportació d'immigrants que sortia de l'aeroport de Stansted, Regne Unit, el 28 de març de 2017. L'avió, un Boeing 767 de Titan Airways, va ser llogat pel Ministeri d'Interior del Regne Unit per deportar 60 immigrants a Ghana, Nigèria i Sierra Leone.
El grup va ser arrestat, va suportar un judici de deu setmanes i posteriorment processat el desembre de 2018 segons la Llei de seguretat aèria i marítima de 1990 i condemnat per càrrecs relacionats amb el terrorisme. Durant el febrer de 2019, van rebre la suspensió de les sentències o ordres de treballs comunitaris pel jutge president, ja que considerava que havien actuat per "motius genuïns".
El gener de 2021, les condemnes dels 15 de Stansted van ser anul·lades en apel·lació.

## L'acció
La nit del 28 de març de 2017, un grup de nou dones i sis homes va tallar un forat d’un metre quadrat a la tanca perimetral de l’aeroport de Stansted. Quatre manifestants es van disposar al voltant del tren d'aterratge frontal de l'avió i van tancar els braços junts dins de canonades de doble capa plenes d'escuma expansiva, mostrant també una pancarta on es deia "les deportacions massives maten". El seu objectiu era evitar la sortida d'un vol de deportació de l'aeroport de Stansted que havia estat llogat pel Ministeri d'Interior del Regne Unit per deportar per la força 60 migrants a Ghana, Nigèria i Sierra Leone. Els activistes van dir que van actuar per evitar que es produïssin abusos dels drets humans. No obstant això, se'ls va acusar de posar en risc la seguretat de l'aeroport i dels passatgers i provocar greus trastorns en els viatges aeris internacionals. La policia va acusar inicialment el grup d’infraccions agreujades, un delicte que comportava una pena de presó màxima de tres mesos.

## El grup
El grup incloïa membres dels grups de campanya Lesbianes i Gais Que Dónen Suport als Migrants i Per la Fi de les Deportacions (en anglès Lesbian and Gays Support the Migrants). Els membres eren Helen Brewer, Lyndsay Burtonshaw, Nathan Clack, Laura Clayson, Melanie Evans, Joseph McGahan, Benjamin Smoke, Jyotsna Ram, Nicholas Sigsworth, Alistair Tamlit, Edward Thacker, Emma Hughes, May MacKeith, Ruth Potts i Melanie Strickland.

## Els deportats
Onze dels 60 passatgers que havien de ser deportats per força a l’avió ara viuen legalment al Regne Unit. Entre els passatgers que havien de ser deportats hi havia diverses víctimes del tràfic de persones.
La majoria de les deportacions es fan en vols regulars, però en aquest cas, els activistes van interceptar un vol xàrter de deportació massiva. Fins a 2.000 persones a l'any es carreguen en vols nocturns secrets, sovint lligats a "cinturons de retenció de cintura" o "restriccions de cames". Els deportats són manipulats per "escortes" de seguretat privada en avions contractats a companyies xàrter, inclosa Titan Airways.

## Judici
Els Stansted 15 van declarar que van actuar per evitar abusos dels drets humans, tot i que van ser acusats de posar en risc la seguretat de l'aeroport i dels passatgers i causar greus trastorns en els viatges aeris internacionals. Durant el judici, representants d'Amnistia Internacional del Regne Unit van observar a causa de la greu preocupació que s’havien formulat els càrrecs per dissuadir altres manifestants de prendre mesures directes no violentes i que el grup era tractat amb una duresa indeguda en relació amb la gravetat de "delictes".
Després d’un judici de deu setmanes, un jurat de la Chelmsford Crown Court va declarar culpables tots els membres del grup de la interrupció intencionada dels serveis en un aeròdrom, segons la llei de seguretat aèria i marítima de 1990, una llei aprovada en resposta al bombardeig del Vol 103 de Pan Am de 1988 a Lockerbie. Després de la seva condemna, es va celebrar una manifestació per protestar contra el veredicte de culpabilitat dels Stansted 15 davant del Ministeri de l'Interior. Més de 1.300 assistents van sentir que els diputats Diane Abbott i Clive Lewis parlaven a favor de costat de Lesbian and Gays Support the Migrants.

## Recurs
El 29 de gener de 2021, el tribunal d'apel·lació va anul·lar les condemnes dels Stansted 15, en considerar que "no es podia establir segons la norma penal que les accions dels recurrents creessin una interrupció dels serveis de l'aeroport de Stansted que probablement posaria en perill la seva seguretat i operació o la seguretat de les persones allà presents". El Tribunal va dictaminar que no hi havia cap cas per respondre: "la seva conducta no va satisfer els diversos elements del delicte".